# 駐日ルーマニア大使館
駐日ルーマニア大使館（ルーマニア語: Ambasada României în Japonia、英語: Embassy of Romania in Japan）は、ルーマニアが日本の首都東京に設置している大使館である。

## 沿革
1917年8月、日本とルーマニアは公使館レベルでの外交関係を樹立。1921年、駐日ルーマニア公使館が開設。1944年10月31日、第二次世界大戦の影響により外交関係が中断されたが、1959年9月1日に再開した。1964年6月1日、駐日ルーマニア大使館に昇格した。

## 所在地
- 住所: 〒106-0031 東京都港区西麻布三丁目16-19[4]
- アクセス: 東京メトロ日比谷線 広尾駅3番出口

## 大使
2024年11月13日より、オヴィディウ・アレクサンドル・ラエツキが特命全権大使を務めている。

## ギャラリー

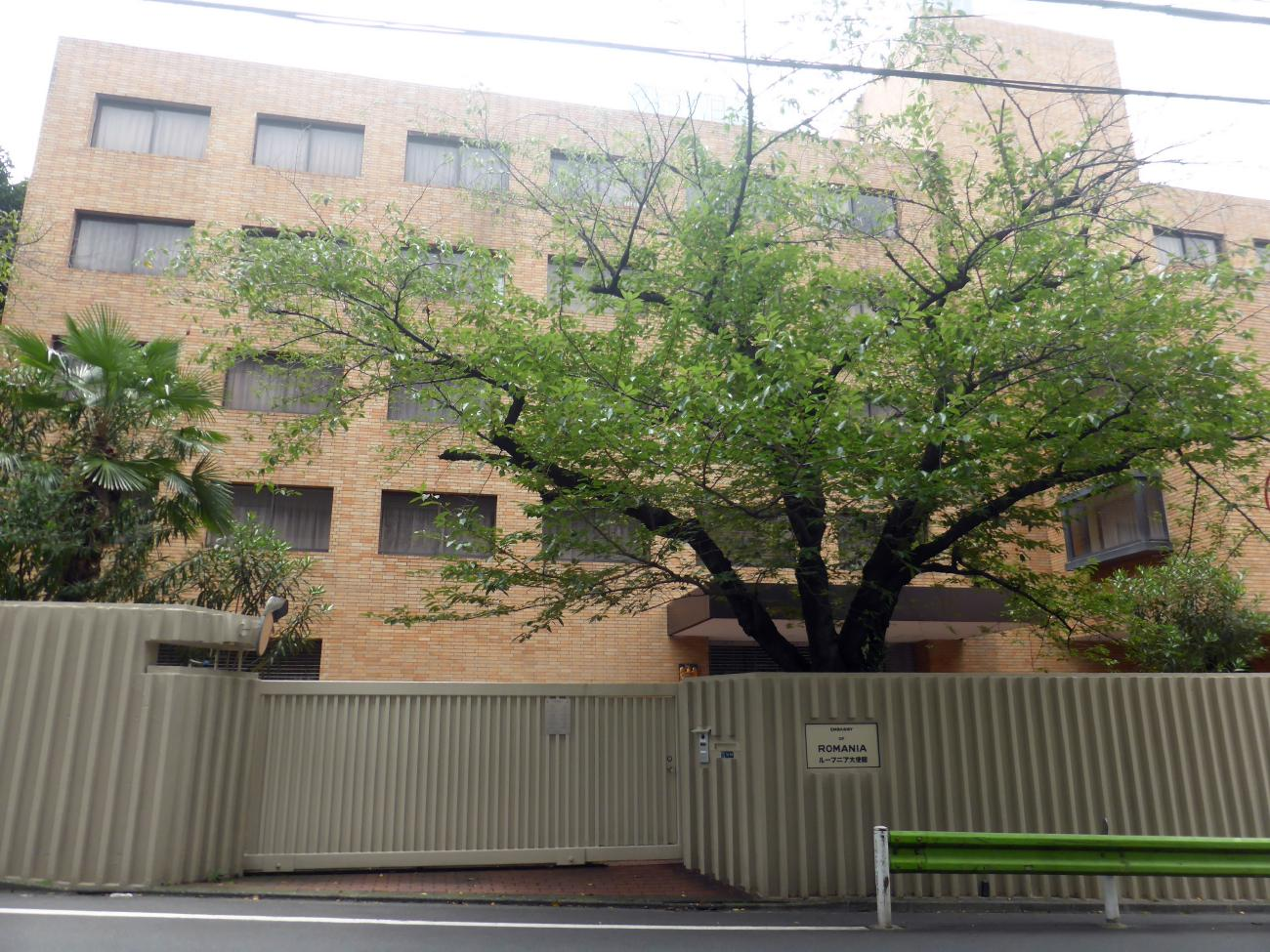
ルーマニア大使館全景
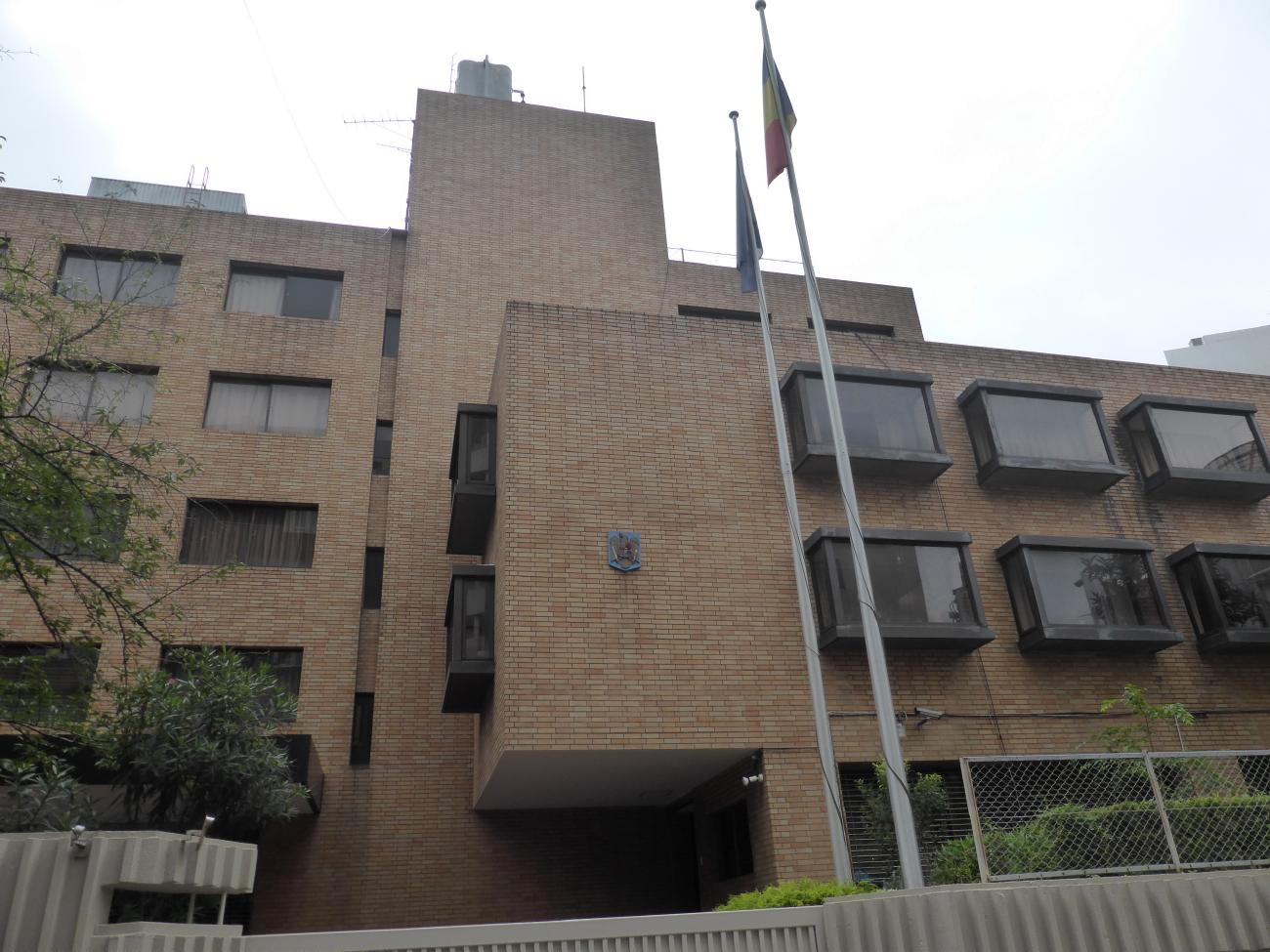
ルーマニア国旗
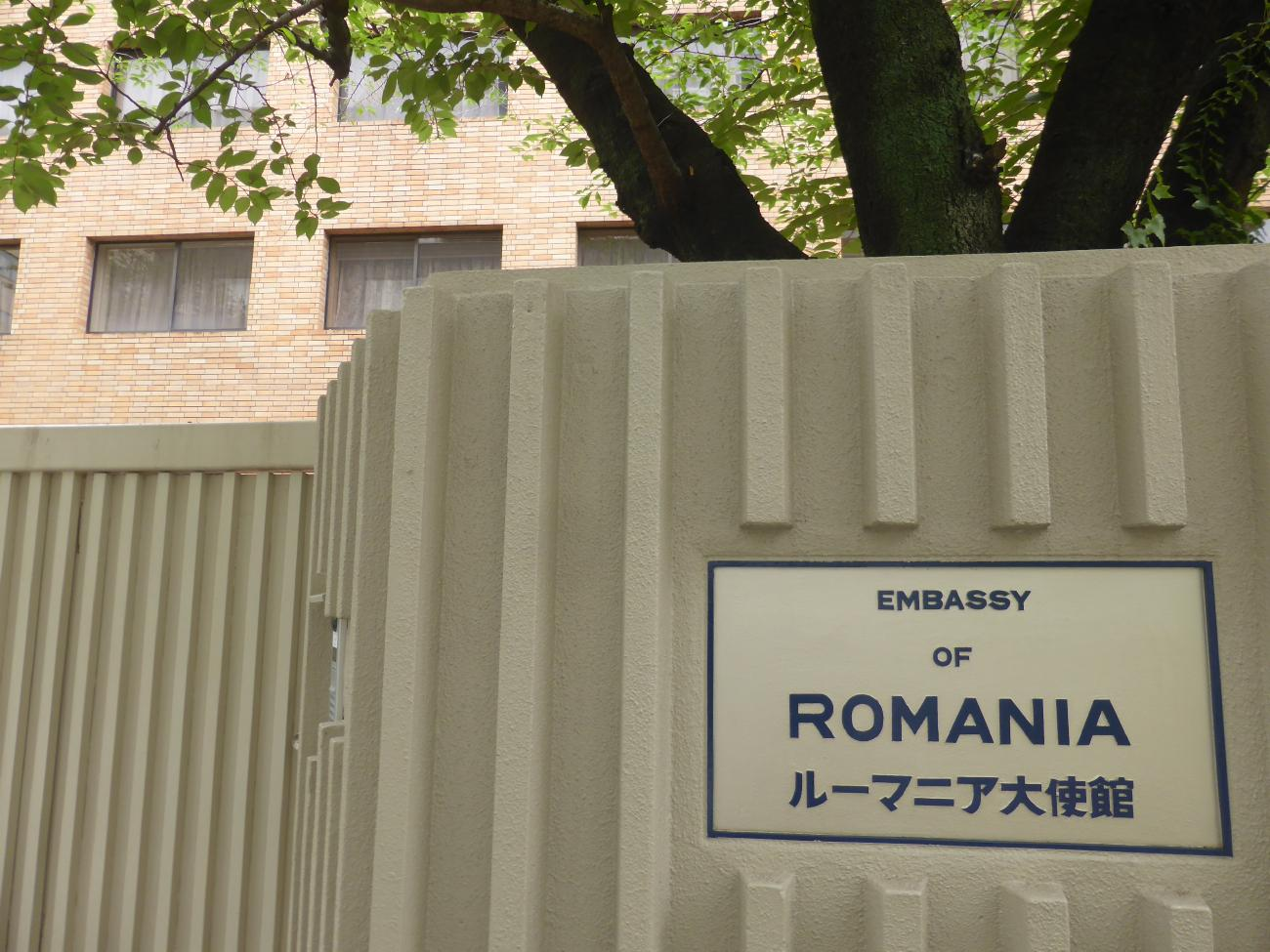
ルーマニア大使館表札
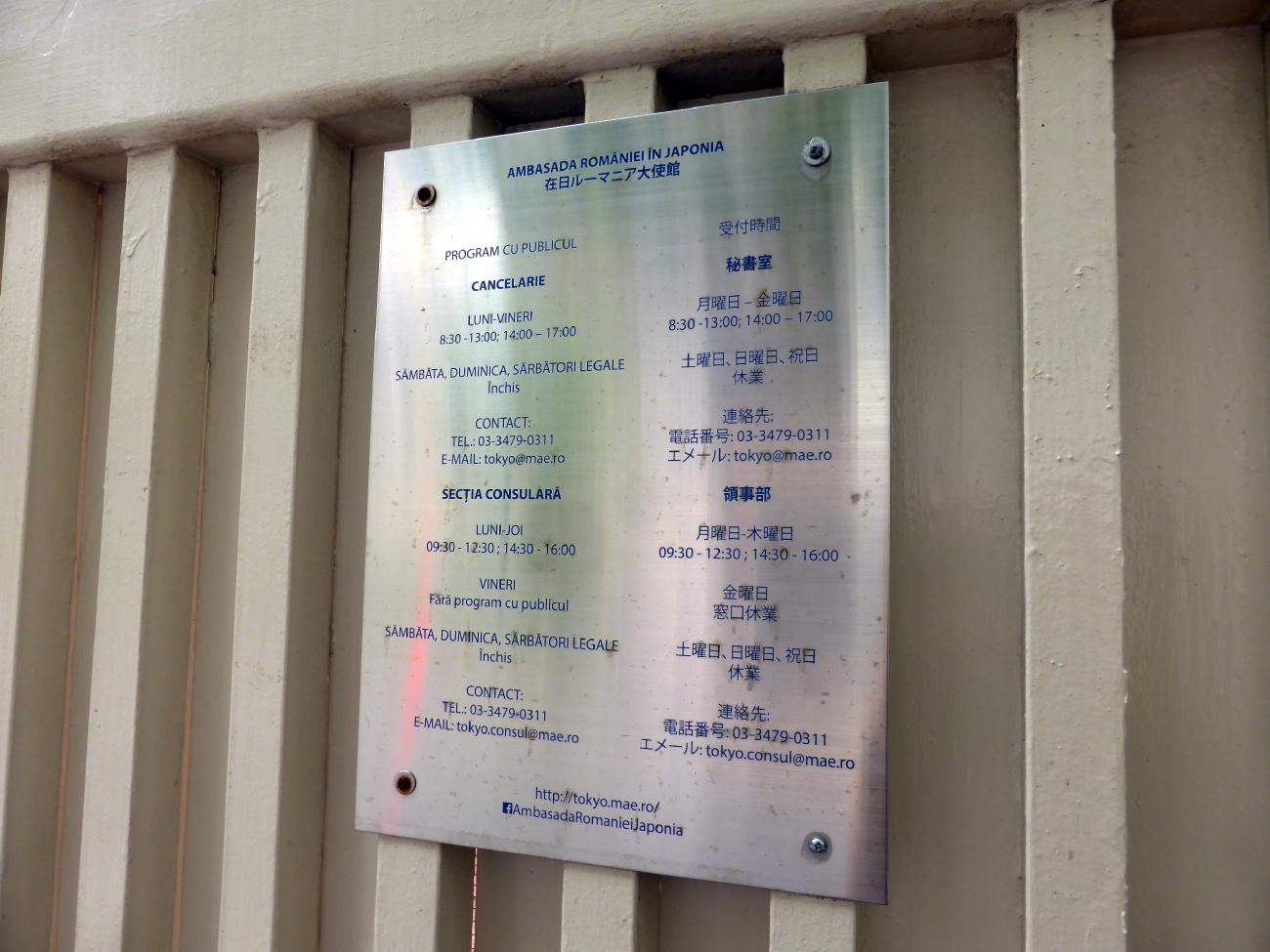
ルーマニア大使館受付時間
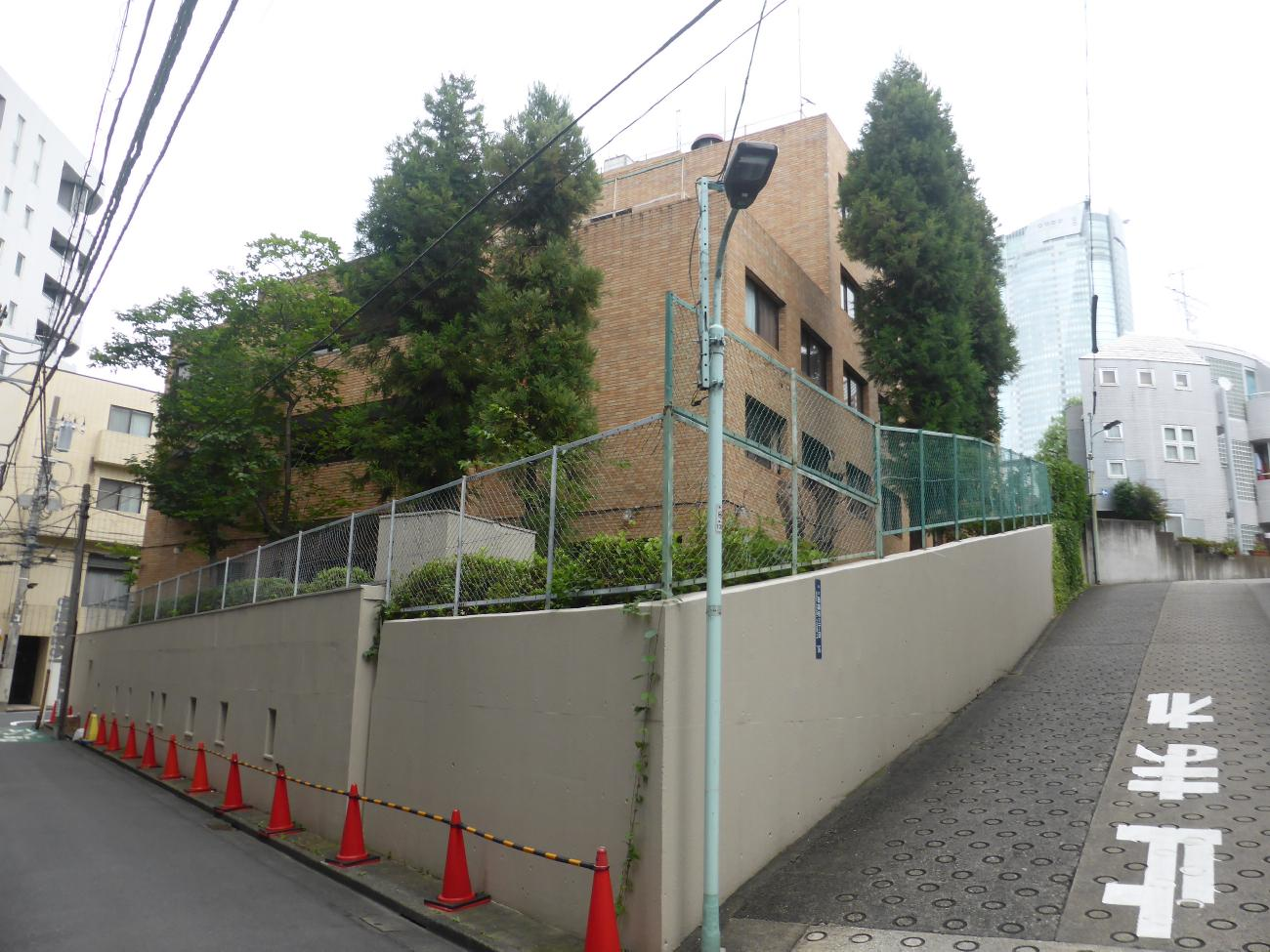
ルーマニア大使館裏